# Măgirești (gmina)
Măgirești – gmina w Rumunii, w okręgu Bacău. Obejmuje miejscowości Măgirești, Prăjești, Stănești, Șesuri i Valea Arinilor. W 2011 roku liczyła 3994 mieszkańców.